# Ring 2
Série
Ring
(1998) Sadako
(2019)
Pour plus de détails, voir Fiche technique et Distribution.
Ring 2 (リング2, Ringu 2) est un film japonais réalisé par Hideo Nakata, sorti en 1999. Il est la suite de Ring.

## Synopsis
Yoichi, jeune rescapé des premiers évènements dramatiques liés à l'existence d'une mystérieuse cassette, paraît aujourd'hui doté de pouvoirs paranormaux. Tandis qu'un éminent médecin va tenter de percer les secrets de l'enfant, Sadako semble continuer son carnage...

## Fiche technique
- Titre français : Ring 2
- Titre original : リング2 (Ringu 2?)
- Réalisation : Hideo Nakata
- Scénario : Hideo Nakata et Hiroshi Takahashi, d'après un roman de Kōji Suzuki
- Production : Takashige Ichise et Makoto Ishihara
- Musique : Kenji Kawai
- Photographie : Hideo Yamamoto
- Montage : Nobuyuki Takahashi
- Pays d'origine : Japon
- Langue : japonais
- Format : Couleurs - 1,85:1 - Dolby Surround - 35 mm
- Genre : Horreur
- Durée : 95 minutes
- Dates de sortie :
  -  Hong Kong : 10 juin 1999
  -  Japon : 28 juillet 1999
  -  France : 20 mars 2002

## Distribution
- Miki Nakatani (VF : Chantal Macé) : Mai Takano
- Hitomi Satō (VF : Caroline Pascal) : Masami Kurahashi
- Kyōko Fukada : Kanae Sawaguchi
- Fumiyo Kohinata : Dr Kawajiri
- Kenjirō Ishimaru : Détective Omuta
- Yūrei Yanagi : Okazaki
- Rikiya Otaka : Yoichi
- Yōichi Numata : Takashi Yamamura
- Nanako Matsushima : Reiko Asakawa
- Hiroyuki Sanada : (VF : Philippe Vincent) Ryuji Takayama (flashbacks)
- Masako : Shizuko Yamamura
- Katsumi Muramatsu : Koichi Asakawa
- Daisuke Ban : Dr Heihachiro Ikuma
- Reita Serizawa : Sakuma
- Tarō Suwa : un inspecteur
- Yoshiko Yura : une infirmière
- Rie Inō : Sadako Yamamura
- Isao Yatsu : un chauffeur de taxi

## Récompenses
- Nomination au prix du meilleur film lors du Festival international du film de Catalogne 1999.

## Autour du film
- À la suite de l'échec commercial de Rasen, réalisé par Jōji Iida et prévu au départ comme étant la suite officielle de Ring, la société de production Asmik Ace Entertainment demanda à Hideo Nakata de tourner une nouvelle suite.